# Agnes Taubert
Agnes Marie Constanze von Hartmann  (nacida Taubert, 7 de enero de 1844 - 8 de mayo de 1877) fue una escritora y filósofa alemana, conocida por su libro de 1873 El pesimismo y sus oponentes y su contribución a la controversia del pesimismo en Alemania.

## Biografía
Taubert nació en 1844, en Stralsund. Era hija de un coronel de artillería, que era amigo del padre del filósofo Eduard von Hartmann. A principios de julio de 1872 se casó con el escritor Eduard von Hartmann en la Luisenkirche de Charlottenburg. Cuatro semanas después nació su única hija,  Marie, en Driburg.
Taubert fue una firme defensora del trabajo de su marido Filosofía del inconsciente (1869) y escribió dos libros que criticaban y defendían sus ideas, bajo el seudónimo de A. Taubert. Su obra  El pesimismo y sus oponentes (1873) tuvo una gran influencia en la controversia del pesimismo en Alemania. En el texto, definió el problema que aborda el pesimismo filosófico como "una cuestión de medir el valor eudaimonológico de la vida para determinar si la existencia es preferible a la no existencia o no", Al igual que su esposo, Taubert argumentó que la respuesta a este problema es "comprobable empíricamente".
Taubert murió en 1877, de "un ataque de reumatismo de las articulaciones", que fue descrito como "extremadamente doloroso".

## Legado
Taubert ha sido descrita como "una de las primeras mujeres en tener un papel destacado en un debate intelectual público en Alemania"  y ha sido comparada con Olga Plümacher, una filósofa contemporánea, que también tuvo un papel importante en la controversia del pesimismo, así como la filósofa germano-estadounidense Amalie J. Hathaway.

## Otras lecturas
- Tobias Dahlkvist (2007). Nietzsche and the Philosophy of Pessimism (Tesis). Uppsala University. Consultado el 30 de marzo de 2023. pp. 77–79
- Elisabeth Friedrichs: TAUBERT, verm. v. Hartmann, Agnes. En: Die deutschsprachigen Schriftstellerinnen des 18. und 19. Jahrhunderts. Ein Lexikon. Metzler, Stuttgart 1981, ISBN 3-476-00456-2, p. 307 y siguientes.